# ملك التاكسي (فلم)

ملك التاكسي: فيلم مصري كوميدي من إنتاج العام 1976م. من بطولة: عادل إمام، سمير غانم، محمد رضا،صفاء أبو السعود.

## القصة
يحجم فريد (سمير غانم) عن الزواج من سكر (صفاء أبو السعود) بسبب بخل أبيها الشديد (محمد رضا) برغم ثرائه، فتتطلع سكر إلى الزواج من شاب ينتمي لعائلة مترفة، ويقع اختيار والدها على عصام (عادل إمام) وهو شاب لم يرث عن عائلته العريقة سوى قصر أنيق.